# منتخب المجر لدوري الرغبي
منتخب المجر لدوري الرغبي هو ممثل المجر الرسمي في المنافسات الدولية في دوري الرغبي .

## وصلات خارجية
- الموقع الرسمي